# EA Digital Illusions CE
EA Digital Illusions CE (afgekort tot EA DICE of DICE) is een Zweedse computerspelontwikkelaar die volledig in handen is van uitgeverij Electronic Arts. Het bedrijf is vooral bekend van de Battlefield-reeks.

## Geschiedenis
DICE werd opgericht door Fredrik Liljegren en Andreas Axelsson, twee leden van de demogroep The Silents. Het werk van die demogroep is nog steeds zichtbaar in hedendaagse DICE-spellen. In Motorhead bijvoorbeeld, staat op sommige reclameborden het acroniem TSL.
Toen de werknemers aan de universiteit studeerden, ontwikkelden ze enkele bekende pinball-spellen voor de Amiga 500, zoals Pinball Dreams en Pinball Fantasies. 
In 1998 verscheen DICE op de Zweedse beurs. Vanaf toen kende het bedrijf een snelle groei. Hoewel Codename Eagle slechts enkele spelers wist te bekoren, was Battlefield 1942 een schot in de roos. Ook de uitbreidingen waren zeer populair. Battlefield 1942 was met andere woorden hét spel dat DICE nodig had om internationale bekendheid te verwerven. In 2004 werd de waarde van het bedrijf op zo'n 55 miljoen Amerikaanse dollar geschat.

### Overnames
In 2000 kocht DICE Refraction Games en 90% van Synergenix Interactive. In 2001 kocht het bedrijf ook Sandbox Studios op.
In 2004 kondigde Electronic Arts aan dat het de aandelen van DICE wilde overkopen voor een prijs van 61 Zweedse kronen per aandeel. Het bestuur aanvaardde dit aanbod en eind maart 2005 had EA zo'n 62% van DICE in handen.
Op 2 oktober 2006 werd de volledige overname een feit. EA kocht de overige aandelen over voor een prijs van 67,5 kronen per aandeel, voor in totaal 2,6 miljoen aandelen. DICE was vanaf toen een EA-studio, en Patrick Söderlund werd een EA Studio General Manager. De Canadese afdeling van DICE werd direct na de overname gesloten.

## Ontwikkelde spellen
| Titel                                     | Jaar van uitgave | Platform(s)                                                                | Opmerking                                                 |
| ----------------------------------------- | ---------------- | -------------------------------------------------------------------------- | --------------------------------------------------------- |
| Pinball Dreams                            | 1992             | Amiga, MS-DOS, SNES                                                        |                                                           |
| Pinball Fantasies                         | 1992             | Amiga, MS-DOS, SNES, 3DO                                                   |                                                           |
| Amiganoid                                 | 1994             | Amiga                                                                      |                                                           |
| Benefactor                                | 1994             | Amiga                                                                      |                                                           |
| Pinball Illusions                         | 1995             | Amiga, MS-DOS                                                              |                                                           |
| True Pinball                              | 1997             | PlayStation, Sega Saturn                                                   |                                                           |
| S40 Racing                                | 1997             | Windows                                                                    |                                                           |
| Motorhead                                 | 1998             | Windows, PlayStation                                                       |                                                           |
| Swedish Touring Car Championship          | 1999             | Windows                                                                    |                                                           |
| Swedish Touring Car Championship 2        | 2000             | Windows                                                                    |                                                           |
| Rally Masters                             | 2000             | Windows                                                                    |                                                           |
| Riding Champion: Legacy of Rosemond Hill  | 2000             | Windows                                                                    |                                                           |
| NASCAR Heat                               | 2000             | PlayStation                                                                | In samenwerking met Monster Games                         |
| Matchbox Emergency Patrol                 | 2001             | Windows                                                                    |                                                           |
| JumpStart Wildlife Safari Field Trip      | 2001             | PlayStation                                                                |                                                           |
| JumpStart Dino Adventure Field Trip       | 2001             | Game Boy Color                                                             |                                                           |
| Diva Starz: Mall Mania                    | 2001             | Game Boy Color                                                             |                                                           |
| Shrek                                     | 2001             | Xbox, GameCube                                                             |                                                           |
| Rallisport Challenge                      | 2002             | Windows, Xbox                                                              |                                                           |
| Pryzm: Chapter One — The Dark Unicorn     | 2002             | PlayStation 2                                                              |                                                           |
| Battlefield 1942                          | 2002             | Windows, OS X                                                              |                                                           |
| Shrek Extra Large                         | 2002             | GameCube                                                                   |                                                           |
| The Land Before Time: Big Water Adventure | 2002             | PlayStation                                                                |                                                           |
| V8 Challenge                              | 2002             | Windows                                                                    |                                                           |
| Battlefield 1942: The Road to Rome        | 2003             | Windows, OS X                                                              | Uitbreidingspakket                                        |
| Midtown Madness 3                         | 2003             | Xbox                                                                       |                                                           |
| Battlefield 1942: Secret Weapons of WWII  | 2003             | Windows, OS X                                                              | Uitbreidingspakket                                        |
| Battlefield Vietnam                       | 2004             | Windows                                                                    |                                                           |
| Rallisport Challenge 2                    | 2004             | Xbox                                                                       |                                                           |
| Battlefield 2                             | 2005             | Windows                                                                    |                                                           |
| Battlefield 2: Modern Combat              | 2005             | PlayStation 2, Xbox, Xbox 360                                              |                                                           |
| Battlefield 2142                          | 2005             | Windows, OS X                                                              |                                                           |
| Battlefield: Bad Company                  | 2008             | PlayStation 3, Xbox 360                                                    |                                                           |
| Mirror's Edge                             | 2008             | Windows, PlayStation 3, Xbox 360, iOS                                      |                                                           |
| Battlefield Heroes                        | 2009             | Windows                                                                    | In samenwerking met Easy Studios; freeware                |
| Battlefield 1943                          | 2009             | Xbox 360, PlayStation 3                                                    |                                                           |
| Battlefield: Bad Company 2                | 2010             | iOS, Windows, PlayStation 3, Xbox 360                                      |                                                           |
| Need for Speed: Hot Pursuit               | 2010             | Android, iOS, Windows, PlayStation 3, Wii, Windows Phone, Xbox 360         | In samenwerking met Criterion Games                       |
| Battlefield Online                        | 2010             | Windows                                                                    | In samenwerking met Neowiz Games; freeware                |
| Medal of Honor                            | 2010             | Windows, PlayStation 3, Xbox 360                                           | Alleen het multiplayer gedeelte                           |
| Battlefield Play4Free                     | 2011             | Windows                                                                    | In samenwerking met Easy Studios; freeware                |
| Battlefield 3                             | 2011             | iOS, Windows, PlayStation 3, Xbox 360                                      |                                                           |
| Battlefield 4                             | 2013             | Windows, PlayStation 3, PlayStation 4, Xbox 360, Xbox One                  |                                                           |
| Battlefield Hardline                      | 2015             | Windows, PlayStation 3, PlayStation 4, Xbox 360, Xbox One                  | In samenwerking met Visceral Games                        |
| Star Wars Battlefront                     | 2015             | Windows, PlayStation 4, Xbox One                                           |                                                           |
| Mirror's Edge Catalyst                    | 2016             | Windows, PlayStation 4, Xbox One                                           |                                                           |
| Battlefield 1                             | 2016             | Windows, PlayStation 4, Xbox One                                           |                                                           |
| Star Wars Battlefront II                  | 2017             | Windows, PlayStation 4, Xbox One                                           | In samenwerking met Criterion Games                       |
| Battlefield V                             | 2018             | Windows, PlayStation 4, Xbox One                                           | In samenwerking met Criterion Games (Battle Royale-modus) |
| Battlefield 2042                          | 2021             | Windows, PlayStation 4, PlayStation 5, Xbox One, Xbox Series X en Series S |                                                           |